# Копнене воде
Копнене воде су водене површине које се налазе на копну и чине их:
- текуће воде (реке, извори или врела, ушћа, потоци, водопади или слапови)
- стајаће воде (језера, баре и мочваре)

Све копнене воде имају своје основне абиотичке карактеристике. Основне услове живота у екосистемима копнених вода одређује комплекс еколошких фактора, као што су:хемијски састав воде, притисак, потисак, температура, светлост и струјања воде. 
Хемијски састав воде на копну карактерише изузетно мала количина растворене кухињске соли, због чега оне имају сладак укус. 
Притисак се јавља у воденим басенима услед масе течности и повећава се на сваких 10m дубине за 1 атмосферу. На највећој дубини од око 1900m, измереној у Бајкалском језеру, влада притисак од 190 атмосфера. 
Потисак је у копненим водама слабији у односу на мора и океане због мање количине растворених соли односно мање густине тзв. слатке воде. Због тога тела у слаткој води привидно изгледају тежа него у морској води. Зато се у језерима теже плива него у морима. 
Температура копнених вода варира у односу на географски положај, дубину воде и годишња доба, али зависи и од надморске висине. 
Струјања воде представљају кретања привидно мирујућих вода у која спадају језера, баре и мочваре које се због тога називају и стајаће воде. Међутим ни језера, ни баре, ни мочваре никада не мирују и у њима могу бити изражени: таласи, плима и осека, вертикалне и хоризонталне струје.